# Huis van de Arbeid
Het Huis van de Arbeid uit 1940 is een kantoorgebouw in de Nederlandse stad Utrecht. Het Huis van de Arbeid en het naastgelegen Concordiagebouw zijn door de gemeente Utrecht aangewezen als gemeentelijk monument.

## Geschiedenis
Opdrachtgever voor de bouw was het Rooms-Katholiek Werkliedenverbond, vanaf 1925 gevestigd in het centrum van Utrecht. Omdat het onderkomen te klein werd, werd in eerste instantie gekeken naar bijbouwen op de bestaande locatie aan De Drift, maar werd in 1938 besloten een prijsvraag uit te schrijven voor een nieuw gebouw. In het nieuwe onderkomen zou dan ook plaats zijn voor andere katholieke organisaties die aan De Drift waren gevestigd. De opdracht werd gegund aan de Rotterdamse architecten Evert en Herman Kraaijvanger. In mei 1939 werd begonnen met de bouw in het uitbreidingsplan Pijlsweert. Het nieuwe pand werd in oktober 1940 ingewijd door mgr. Johannes de Jong, aartsbisschop van Utrecht.
Gebruikers
De eerste gebruikers van het pand waren: op de begane grond de Levensverzekeringsmaatschappij Concordia, de Centrale Volksbank, de Nederlandse Arbeidersbank, de Federatie der Coöperatieve Bonden en de Filmcentrale. De eerste verdieping werd gebruikt door het Werkliedenverbond en door 'Herwonnen Levenskracht', de katholieke vereniging tot bestrijding van tuberculose. Op de tweede verdieping waren drie vakbonden gevestigd: voor de bakkersgezellen, de slagersgezellen en de naaisters en kleermakers.
Tijdens de Tweede Wereldoorlog werd het Werkliedenverbond op aandringen van aartsbisschop De Jong ontbonden om gedwongen collaboratie te voorkomen. De bezetter vestigde de Topografische Dienst in het pand, die pas in 1948 het pand verliet. Ook de Binnenlandse Strijdkrachten waren korte tijd in het pand gevestigd. Na de oorlog trok de nieuw opgerichte Katholieke Arbeidersbeweging als opvolger van het Werkliedenverbond in het Huis van de Arbeid. Willem Sprenger, vakbondsjournalist en correspondent van de Volkskrant, kreeg een eigen kantoor op de begane grond. In 1954 verhuisde Concordia naar een eigen, naastgelegen kantoorgebouw, dat met de bocht van de straat meeloopt en ook is ontworpen door de gebroeders Kraaijvanger. Aan de andere kant van het Huis werd begin jaren zeventig een vleugel gebouwd voor de Industriebond van het NKV. Deze gebouwen kwamen later allemaal in gebruik bij de levensverzekeringsmaatschappij. Concordia Levensverzekering NV ging per 31 december 1991 verder onder de naam Reaal Levensverzekering NV. Wegens verhuizing naar nieuwbouw werden de panden eind 1992 door Reaal verkocht.
Van 1994 tot 2017 maakte de Hogeschool Utrecht gebruik van de panden. Het complex kwam vervolgens in handen van BPD, dat er een appartementencomplex van wil maken. Sinds begin 2018 wordt het Huis van de Arbeid verhuurd als tijdelijke werkruimte voor startende bedrijven, kunstenaars en buurtinitiatieven.

## Gebouw
Het is een traditioneel gebouw, opgetrokken in rode baksteen onder een zadeldak. Het pand heeft een sobere uitstraling, al zijn in de gevel enige versieringen geplaatst. Beeldhouwer Albert Termote maakte een zandstenen fries met arbeiders voor boven de entree. Adriaan van der Plas ontwierp een viertal tegeltableaus voor de gevel die werden uitgevoerd door Russell-Tiglia in Tegelen. De tableaus verwijzen naar de arbeid, het sparen, het verzekeringswezen en de gezondheidszorg.
Glas-in-loodraam
In het centrale trappenhuis werd in de achterwand een glas-in-loodraam geplaatst van Karel Trautwein. Het rechthoekige raam is opgebouwd uit 25 panelen, die elk weer uit 25 vlakken bestaan. Het raam brengt het wezen en werk van de katholieke arbeidersbeweging in beeld. Midden onder staat een arbeidsgezin onder een regenboog te midden van mensen die verschillende beroepen uitoefenen. Achter hen steekt de Domtoren uit, waaromheen drie engelen met attributen vliegen: links met de weegschaal van de gerechtigheid, rechts met de hoorn des overvloeds en de bovenste engel met een brandende fakkel. Aan weerszijden van de bovenste engel zijn de 'sociale pausen' afgebeeld, paus Leo XIII met zijn encycliek Rerum Novarum en paus Pius XI met zijn encycliek Quadragesimo Anno. Centraal bovenin is een neerwaarts gekeerde duif te zien, als symbool van de Heilige Geest.
Het raam is uit het Huis van de Arbeid verwijderd en na restauratie in 1994 herplaatst in de leeszaal van de universiteitsbibliotheek van de Katholieke Universiteit Nijmegen.

## Foto's

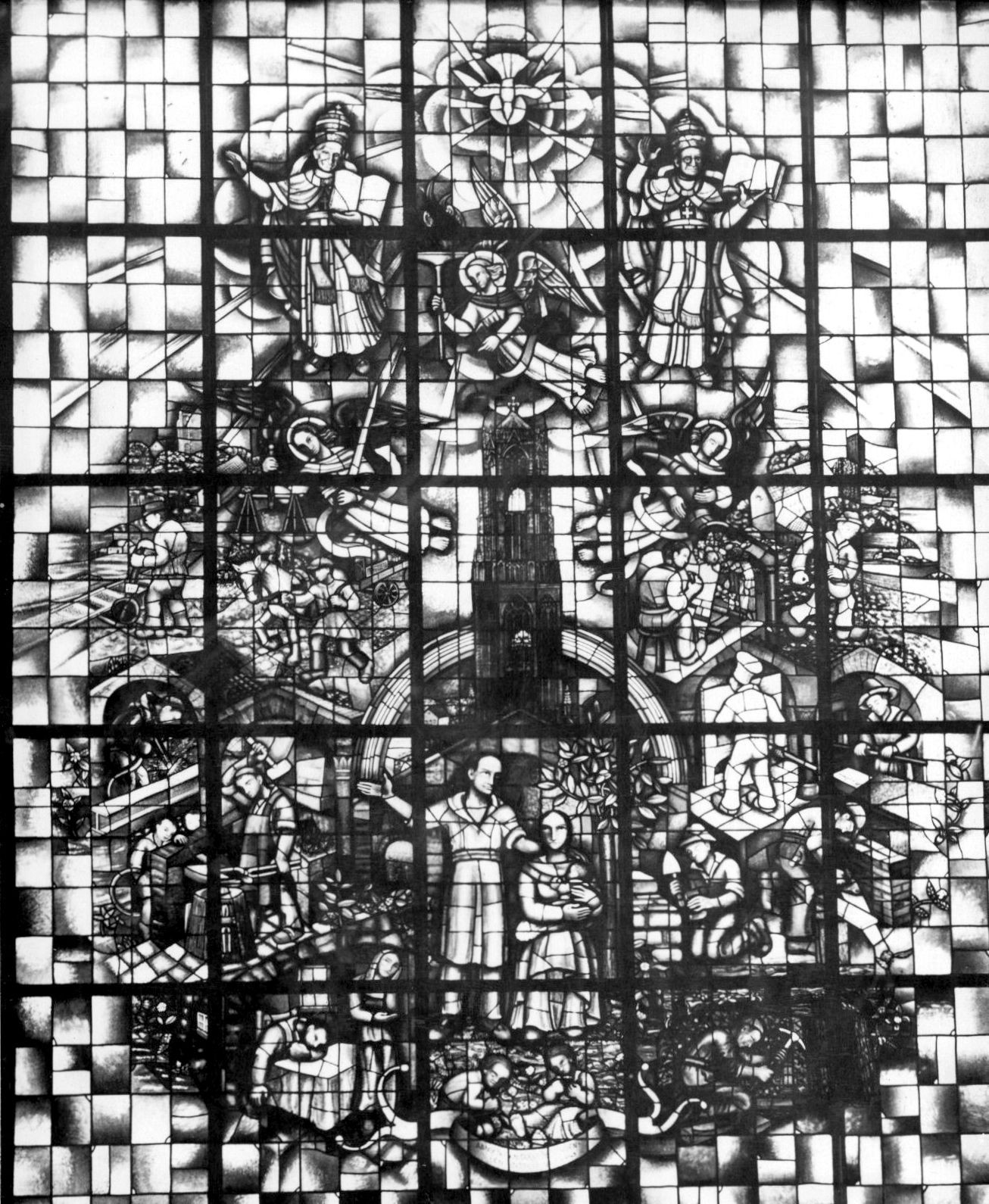
Glas-in-loodraam
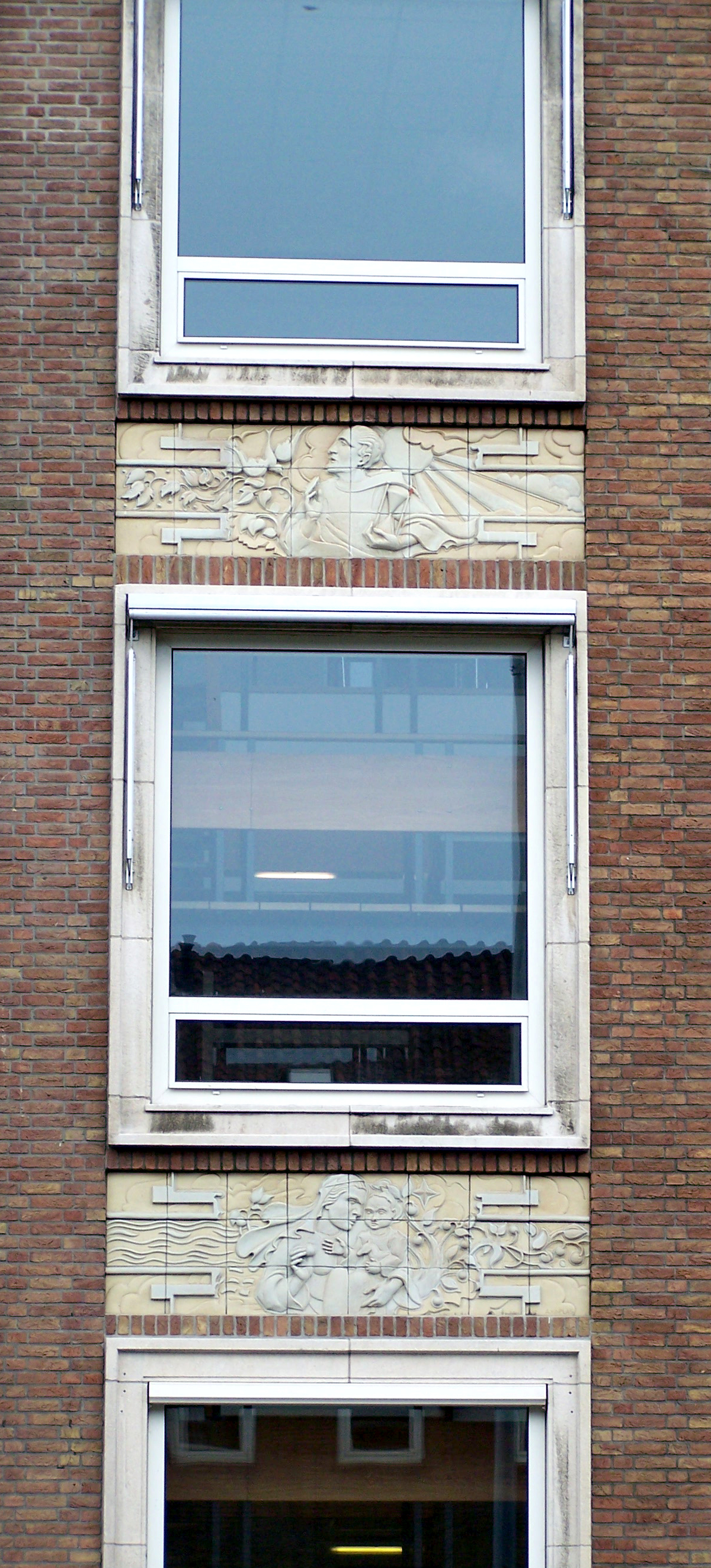
reliëfs links
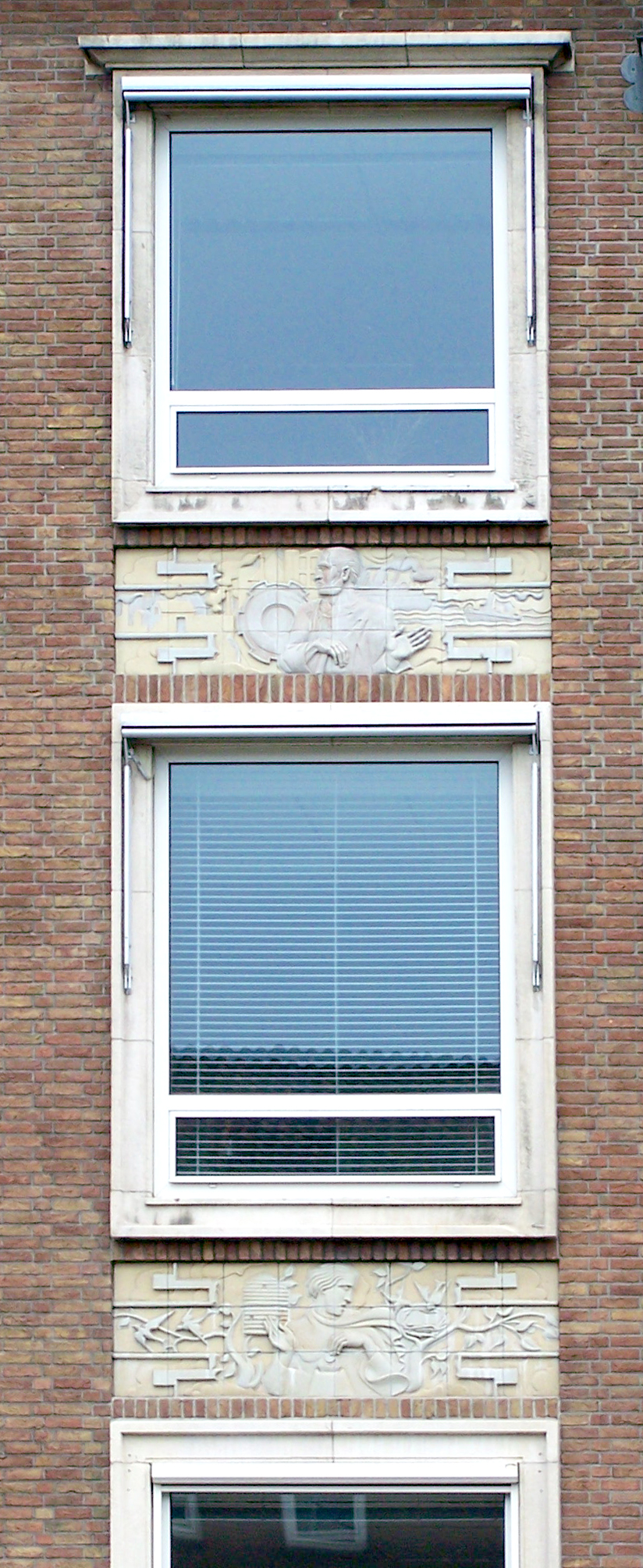
reliëfs rechts